# Шехтман Лев Шулімович
Лев Шулімович Шехтман (нар. 10 березня 1951) — американський театральний режисер і актор єврейського походження, родом з України.

## Життєпис
Лев Шехтман отримав театральну освіту спочатку в своєму рідному місті Чернівці в дитячому театрі під керівництвом заслуженої артистки України В. В.. Беспольотової.
У 1969 році він вступає на режисерсько-акторський курс Ленінградського державного інституту театру, музики і кінематографії в майстерні Олександра Музіля. По закінченні інституту він на три роки їде працювати режисером до Вологодського обласного драматичного театру.
У 1978 році Лев Шехтман емігрує до США. Його американський дебют відбувся в 1979 році постановкою п'єси Миколи Гоголя «Одруження» в Lexington Conservatory Theatre. У цьому ж році він починає викладати акторську майстерність і режисуру в Нью-йоркській Stanislavski Studio Of The Theatre — популярній театральній школі, якою керувала учениця Євгена Вахтангова Соня Мур. Нью-йоркський режисерський дебют Шехтмана відбувся в 1980 році постановкою п'єси А. Тетенбаума «Heat of Re-Entry» («Згоряння у верхніх шарах атмосфери») у відомому театрі Playwrights Horizons. У цьому ж році Лев Шехтман зі своїми учнями відкриває в Нью-Йорку професійний репертуарний театр Theater In Action, яким керує до 1990 року. При театрі починає функціонувати і драматична студія, де він викладає акторську майстерність і режисуру. У репертуарі театру п'єси Антона Чехова і Теннесі Вільямса, Альбера Камю і Джека Лондона, Миколи Гоголя і Бертольда Брехта, Мольєра і сучасного американського драматурга Майкла Макгуайера та багатьох інших. Особливою популярністю у глядачів користувалася постановка п'єси Григорія Горіна «Будинок, який побудував Свіфт», американська прем'єра якої відбулася у 1986 році в присутності автора. У послужному списку Лева Шехтмана співпраця з багатьма відомими нью-йоркськими театрами такими як: Manhattan Theatre Club, The Public Theater, The American Place Theatre і McArthur Theater (м. Прінстон, штат Нью-Джерсі).
З 1986 року Лев Шулімович протягом наступних семи років знімається в фільмах відомого польського кіно — і телережисера, лауреата премії «Оскар», Збігнєва Рибчинського. Телевізійний фільм «Оркестр», в якому він виконує головну роль, отримав у 1990 році телевізійну премію «Еммі» в категорії «Кращий короткометражний фільм». Лев Шехтман також знявся у головній ролі у фільмі режисера Дженіффер Монтгомері «Troika» («Трійка»), де зіграв Володимира Жириновського.
Його останні роботи, в кіно — одні з головних — роль Володимира у фільмі «Indocumentados» («Без документів») та KGB -1 (КДБ-1) у фільмі «The Life Experience» («Життєвий досвід»). Він також зіграв роль Кронкса-Михайлова в російському телевізійному серіалі «Громадянин начальник-2»
З 1995 по 2000-й роки Лев Шехтман працював на американській телерадіокомпанії WMNB, що веде мовлення російською мовою, автором та ведучим кількох теле і радіопередач. Він також працював редактором і режисером щоденної програми телевізійних новин.
У 2006 році він дебютує в Державному Санкт-Петербурзькому молодіжному театрі на Фонтанці постановкою вистави «Сині троянди» за п'єсою Теннессі Вільямса «Скляний звіринець».
У 2008 році у цьому ж театрі за його постановки та інсценування виходить вистава «Йов» за однойменним романом відомого австрійського письменника Йозефа Рота.
У 2012 році у Державному Санкт-Петербурзькому молодіжному театрі на Фонтанці у постановці та інсценуванні Л. Шехтмана виходить спектакль «АБАНАМАТ!» за твором Сергія Довлатова «Наші».
У 2014 році Лев Шехтман поставив у Володимирському обласному академічному театрі в Росії «Антігону» за п'єсою Жана Ануйя, а в 2017 році в цьому ж театрі «Любов під в'язами» Юджина О'ніла.
У 2017 році Лев Шехтман разом з продюсером Михайлом Галкіним стає співзасновником Театру Російських Акторів (ТРАКТ) у Нью-Йорку (США). У цьому ж році він ставить світову прем'єру за п'єсою Едуарда Рєзніка «Розкольников та Процентщица. Історія кохання» сатира за мотивами «Злочину і покарання» Федора Достоєвського і в 2018 році «Рівняння з двома невідомими», сценічна версія Лева Шехтмана за мотивами творів Жана Кокто і Августа Стріндберга.